# خوان كارلوس كوينتيرو أندرادي
خوان كارلوس كوينتيرو أندرادي (بالإسبانية: Juan Carlos Quintero) (20 فبراير 1978 بميديلين في كولومبيا - ) هو لاعب كرة قدم كولومبي في مركز الوسط. لعب مع أتلتيكو جونيور وأتليتيكو هويلا وإنديبندينتي ميديلين وإنديبنديينتي سانتا في وديبورتيس كوينديو ونادي ميلوناريوس ونادي إنفيغادو ولا إكويداد ‏ وديبورتيفو بيريرا وكوكوتا ديبورتيفو ‏ وأتليتيكو بوكارامانغا.

## وصلات خارجية
- خوان كارلوس كوينتيرو أندرادي على موقع الاتحاد الدولي (مؤرشف)  (الإنجليزية)
- خوان كارلوس كوينتيرو أندرادي على موقع قاعدة بيانات كرة القدم.إي يو (الإنجليزية)
- خوان كارلوس كوينتيرو أندرادي على موقع Soccerway.com (الإنجليزية)